# Nelson Margetts
Nelson Emery Margetts (27. maj 1879 i Salt Lake City – 17. april 1932 i San Francisco) var en amerikansk polospiller som deltog i OL 1920 i Antwerpen.
Margetts vandt en bronzemedalje i polo under OL 1920 i Antwerpen. Han var med på det amerikanske hold som kom på en tredjeplads i poloturneringen. De andre på holdet var Arthur Harris, Terry Allen og John Montgomery.